# Monsterfalle
Monsterfalle oder in der Eigenschreibweise Monster-Falle ist ein Kinderspiel der Spieleautoren Inka und Markus Brand. Das Spiel für zwei bis vier Spieler ab sieben Jahren dauert pro Runde etwa 20 Minuten. Es ist im Jahr 2011 bei dem deutschen Verlag Kosmos erschienen. Im selben Jahr wurde das Spiel für das Kinderspiel des Jahres nominiert und gewann das Spiel den Deutschen Kinderspielepreis, ein Jahr später wurde es mit dem Deutschen Lernspielpreis ausgezeichnet.

## Thema und Ausstattung
Bei dem mechanischen Spiel versuchen die Mitspieler in einem Haus möglichst schnell Monster in eine Monsterfalle im Zentrum des Spielfeldes einzufangen. Wer am Ende des Spiels die meisten Monster in die Falle geschoben und so die meisten Monster-Karten gesammelt hat, gewinnt das Spiel.
Das Spielmaterial besteht neben einer Spieleanleitung aus einem Spielplan in der Schachtel, vier Schiebern mit acht Griffen, einer Sanduhr, jeweils 12 Monster- und Augen-Chips, einem schwarzen Boden, einem Monster im Sack, 6 Ortskarten, 72 Monster-Karten und vier Ablagetafeln aus je 2 Teilen.

## Spielweise
Das Spiel mit drei oder vier Spielern wird jeweils in Teams gespielt, wobei jeder Mitspieler jeweils ein Team mit jedem seiner Nachbarn bildet, entsprechend jeweils zwei Teams angehört. Die jeweiligen Teampartner sprechen sich ab und aus den Teams bedient jeweils einer die längs liegenden, der andere die quer liegenden Schieber am Spielfeld. Wenn ein Team aktiv ist, stoppen die anderen Mitspieler die Zeit mit der Sanduhr und die Teamspieler versuchen, vor Ablauf der Zeit möglichst viele Monster einzufangen.
Für jedes Monster werden die Schieber in die Startposition geschoben und es wird jeweils eine Monsterkarte aufgedeckt, die das einzufangende Monster zeigt. Die Figur „Monster im Sack“ wird auf den Monster-Chip des gesuchten Monsters gestellt und dann dürfen die Mitspieler nur noch die Schieber an den Griffen bewegen, um das Monster durch die Gänge bis zur Monster-Falle in der Mitte zu bringen. Wird die Monsterfigur umgeschubst oder fliegt über einen Gang, müssen die Spieler erneut am Startchip beginnen. Gelingt es den Spielern, die Figur in die Monster-Falle zu bringen, wird die Monster-Karte auf die gemeinsame Ablagetafel gelegt und eine neue Karte aufgedeckt. Wenn die Sanduhr abgelaufen ist, werden die aktiven Spieler von den Mitspielern gestoppt und dürfen nicht mehr weiterschieben. Wenn das Team ein Monster nicht rechtzeitig in die Falle geschoben hat, wird die Karte offen neben den Kartenstapel gelegt. Das Team wirft einen Augen-Chip in die Monster-Falle und beendet seine Runde.
Nach dem Team kommt das nächste Team an die Reihe und wenn der Stapel mit den Monster-Karten aufgebraucht ist, wird der offen liegende Ablagestapel umgedreht. Das Spiel endet nach zwölf Runden, wenn alle Augen-Chips in der Monster-Falle liegen. Jedes Team zählt die gesammelten Monster-Karten auf seiner gemeinsamen Ablagetafel. Das Team, das die meisten Monster-Karten gesammelt hat, gewinnt die Team-Wertung und der Spieler, der insgesamt die meisten Monster-Karten gesammelt hat, gewinnt das Spiel.

## Varianten
Das Spiel Monsterfalle ist in seiner Grundfassung für drei oder vier Spieler ausgelegt. Spielen nur zwei Spieler mit, gibt es keine Teams und jeder Spieler spielt für sich allein, indem er alle Schieber bewegt. Das Spiel geht dann über 6 Runden, jeder Spieler nimmt sich 3 Augen-Chips und legt sie neben seine Ablagetafel.
Für geübtere Spieler werden zusätzlich die sechs Orts-Karten ins Spiel gebracht. Das Team, das an der Reihe ist, muss zusätzlich zu jeder Monster-Karte immer auch eine Orts-Karte aufdecken und dann das Zielmonster über diesen Ort auf dem Spielplan in die Monster-Falle bringen.

## Ausgaben und Rezeption
Das Spiel Monsterfalle wurde von den Spieleautoren Inka und Markus Brand, die Illustration übernahm Michael Menzel. Es erschien im Jahr 2011 beim Verlag Kosmos Spiele in einer deutschen Version und wurde ab 2012 auf Französisch (iello) und Niederländisch (999 Games) Rumänisch und Englisch (beide Kosmos) veröffentlicht.
2011 wurde Monsterfalle für das Kinderspiel des Jahres nominiert und gewann den Deutschen Kinderspielepreis, 2012 wurde es mit dem Deutschen Lernspielpreis ausgezeichnet. Daneben wurde es auch international bei mehreren Spielpreisen für Kinder nominiert, darunter jeweils 2012 beim norwegischen Årets Spill und dem französischen Lys enfant.
Die Jury zum Kinderspiel des Jahres 2011 begründete ihre Entscheidung wie folgt:

„Monster-Falle besticht durch seine gelungene innovative Spielidee, gemeinsam möglichst schnell, nur mit vier Schiebern bewaffnet, freche Monster über den Spielplan im Schachtelboden zu bugsieren – und das zu zweit, mit jeweils wechselnden Spielpartnern. Neben Geschicklichkeit können Kinder hier vor allem ihren Teamgeist trainieren. Das gemeinsame aktionsgeladene Agieren auf Zeit sowie das außergewöhnliche Spielmaterial sorgen für hohen Spielwert – nicht nur bei Kindern.“

Im Jahr 2013 veröffentlichte Kosmos mit dem Monsterfalle Mitbringspiel eine kleinere Version des Spiels.

## Belege
1. 1 2 3 4 5 6  Spieleanleitung Monster-Falle bei brettspiele-report.de; abgerufen am 28. März 2021
2. ↑  Monsterfalle, Versionen bei BoardGameGeek. Abgerufen am 28. März 2021.
3. 1 2  Monsterfalle auf der Website des Spiel des Jahres e.V.; abgerufen am 28. März 2021
4. ↑  Preisträger Deutscher Spielepreis (Memento des Originals vom 3. November 2020 im Internet Archive)  Info: Der Archivlink wurde automatisch eingesetzt und noch nicht geprüft. Bitte prüfe Original- und Archivlink gemäß Anleitung und entferne dann diesen Hinweis. auf spiel-messe.com; abgerufen am 28. März 2021
5. ↑  Monsterfalle Mitbringspiel in der Spieledatenbank BoardGameGeek (englisch)